# ジュゼッペ・ガリバルディ
ジュゼッペ・ガリバルディ（イタリア語: Giuseppe Garibaldi, 1807年7月4日 - 1882年6月2日）は、イタリア統一運動を推進し、イタリア王国成立に貢献した軍事家である。イタリア統一を進めるため、多くの軍事行動を個人的に率いた。ヨーロッパと南米での功績から「二つの世界の英雄」とも呼ばれ、カヴール、マッツィーニと並ぶ「イタリア統一の三傑」の一人とされる。
1860年、千人隊（赤シャツ隊）を組織してシチリアの反乱を援助し両シチリア王国を滅ぼした。その後、征服地をサルデーニャ王ヴィットーリオ・エマヌエーレ2世に献上してイタリア統一に貢献した。
ガリバルディの遠征によって南イタリア・シチリアはサルデーニャ王国（のちのイタリア王国）に併合されたが北イタリアによる圧政・差別に苦しめられたことから、南イタリア出身の歴史家の一部やリソルジメント修正主義に立脚する歴史家は、ガリバルディの遠征を北イタリアによる不当な侵略だったと捉えている（→イタリア統一運動#南部問題の発生を参照）。

## 生涯

### 青年時代
ガリバルディは1807年、当時第一帝政下のフランス領であったオクシタニアのニース（ニッツァ）に生まれる。彼の両親はそこで海上貿易に携わっており、彼も常に海の上で育った。1832年には商船隊のキャプテンとなる。
1833年4月、ガリバルディの船はロシアの海港タガンログに10日間ほど停泊した。荷を降ろしている間、彼は街を歩き、そこに住む人々を訪ね、そして港の小さな宿で夜を過ごした。そんな宿の1つで、彼はイタリアからの政治亡命犯で青年イタリアのメンバーであるジョヴァンニ・バッティスタ・クーネオと出会う。これを機にガリバルディは青年イタリアに参加し、彼の人生をオーストリアの支配をうける祖国イタリアの自由のために戦うことを誓った。
1833年11月、ガリバルディは自由な共和国の建国を目指す運動家のジュゼッペ・マッツィーニとジェノヴァで会見する。ここで青年イタリアへの参加を認められ、同時に秘密結社カルボナリにも加わった。1834年、彼はピエモンテの共和制を求める反乱に参加したが失敗する。フランスに亡命し、その後チュニジアへ出発した。
1836年、ガリバルディは南米への航海をした。そこで彼はブラジルの羊飼いの娘アニータと出会い恋に落ち、1842年にアニータと結婚した。その後ブラジル南部のリオ・グランデ・ド・スル州の独立戦争に義勇兵として参加し、そのままウルグアイのコロラド党大統領フルクトゥオソ・リベラに雇われて大戦争に参加した。大戦争ではアルゼンチンのコリエンテス州をウルグアイに併合し損ねるというような失敗もあったが、そこでゲリラ戦術のスキルを身につける。彼は用兵術に長けており、カリスマ性もあったことから部下の信頼を勝ち取り、彼もまた自信をつけていった。後の南米の革命児チェ・ゲバラも彼の戦術を学んだといわれる。

### ローマでの活動

ローマ共和国軍旗

ガリバルディは、1848年の一連の革命騒動を聞きつけてイタリアへと帰国した。革命はイタリアにも波及し、マッツィーニの指導によって「ローマ共和国」が成立した。ナポレオン3世はこれを倒すために軍を送り、これに対抗するためガリバルディはローマ防衛の責任者となった。フランス軍はローマの強奪者たちを軽んじていたが、ロンバルディアやピエモンテ、リグリアから馳せ参じた義勇兵たちとガリバルディはテヴェレ川西岸のバチカンの南で起こったローマ大学の戦いにおいてジャニコロ丘でフランス軍を破り、敗走させた。しかしマッツィーニが追撃に反対したせいもあって体制を立て直したフランス軍は、数に任せて攻勢を繰り返し、ローマを包囲下に置いた。1849年6月30日、マッツィーニとガリバルディはアペニン山脈に退いての継戦、ローマ市街地での玉砕、フランス軍への降伏の三択のいずれを選ぶか協議した。
ガリバルディは「我々が何処に退こうとも、戦う限りローマは存続する」（Dovunque saremo, colà sarà Roma） と抗戦を主張して、7月2日に4,000人の兵士を連れてローマを脱出した。7月3日、ローマに入城したフランス軍は教皇領を復活させてガリバルディ軍に追撃の軍を送り、ガリバルディは北イタリア各地を転戦しながら残る独立共和国ヴェネツィアへと向かった。スペイン軍、フランス軍、オーストリア軍、ナポリ軍の追撃の前に多くの兵士が倒れ、ラヴェンナの近くで妻のアニータ（彼女は「イタリアのアマゾネス」と呼ばれた女傑で、常に夫と共に前線で戦った）も戦死した。

### 2度目の放浪と帰国
わずかな生き残りと共にピエモンテ領内にたどり着いたガリバルディであったが、サヴォイア家からは支援を拒まれ、海外に逃れるように勧められた。1850年、渡米してニューヨークの市民となり、アントニオ・メウッチが経営するスタテン島の蝋燭工場に招かれて運営を手伝ったが、ほどなく再び戦いに身を投じる事を望み始めた。その後、船を手に入れ、ジュゼッペ・パーネを名乗って何度か太平洋への航海に出発、複数の資料は彼が遠く離れたオーストラリアのバス海峡を訪れたことを記している。ペルーではアンデスの革命のヒロインで革命家シモン・ボリバルの恋人だったマヌエラ・サエンスとも知り合った。
1854年3月21日、欧州に向けて出発したガリバルディは、タイン川を経由してイングランド北東部に位置するノーサンバーランド州（現タイン・アンド・ウィア）のサウス・シールズに船団を率いて入港した。ガリバルディはアメリカ国籍の船長としての身分で行動し、船団にも星条旗が掲げられていた。とはいえ、既にフランス軍を寡兵で破ったガリバルディの名声は欧州全土に広がっており、瞬く間にイングランド住民から熱狂的に歓迎された。騒ぎは大きくなる一方で、とうとうニューカッスルからイギリス政府の高官まで訪れる騒ぎになった。ガリバルディは高官達の晩餐会への誘いは丁重に断ったが、地元の住民たちが金を出し合って記念の言葉が刻まれた剣を作ると、喜んで受け取ったという。
1854年の後半頃にイタリアに帰国したが、すぐには軍事行動を起こさなかった。一族の資産を投じてカプレーラ島の半分を購入して農業を営みながら機会を伺った。1856年、ダニエーレ・マニンのヴェネツィア国民党に加盟する。1859年に第二次イタリア独立戦争が勃発した。ガリバルディはマッツィーニの共和的な理想主義と決別してサヴォイア王家が率いるサルデーニャ・ピエモンテ軍に加わった。陸軍少将として“アルプス猟兵隊”という義勇師団を組織、ヴァレーゼ、コモ、その他の地でオーストリア軍に勝利した。オーストリアはサルデーニャにロンバルディアを明け渡し、イタリア統一は大きな一歩を踏み出した。
しかしこの戦争の側面の1つは、彼を大変落胆させる結果となる。彼の故郷であるニースがサヴォワと共に、プロンビエールの密約に基づいてフランス参戦の見返りとして割譲されたからである。1860年4月に、密約を進めた親仏派のカヴールをガリバルディは強く批判し、以降彼の合理主義的政策に一種の嫌悪感すら覚えるようになった。

### 千人隊（赤シャツ隊）の遠征

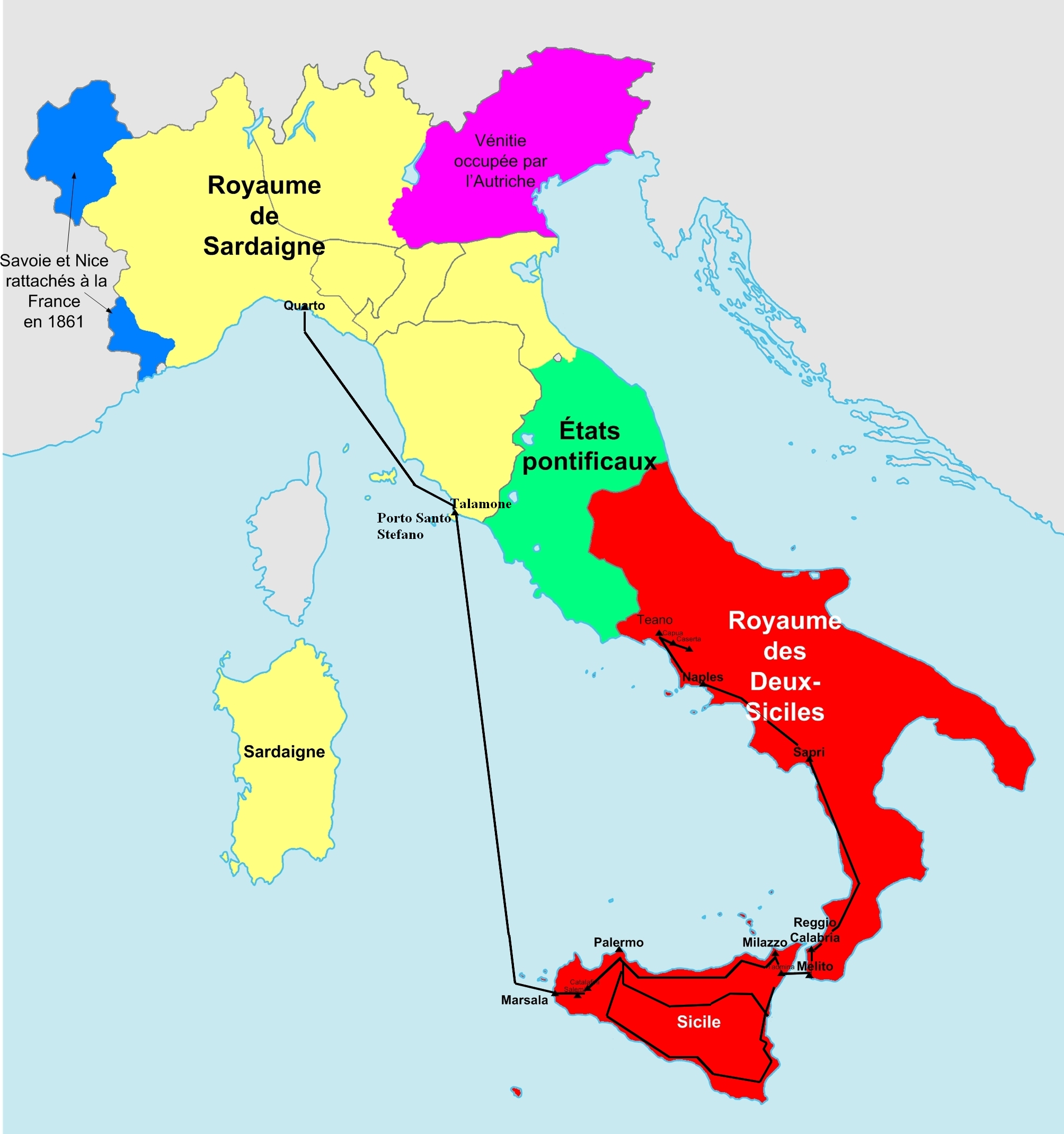
ガリバルディの遠征の経路

北中部イタリアで祖国の版図拡大を図っていたサルデーニャ王国宰相カミッロ・カヴールだったが、シチリア・南イタリア（今後注釈なき限り単に「南イタリア」と記載したときは、イタリア半島の南部のみを指しシチリアは含まない）を支配する両シチリア王国（シチリア・ブルボン朝）を併合したいとは考えていなかった。南イタリア・シチリアは経済的発展が立ち遅れており、併合すれば却って経済的負担になるとカヴールは考えた（歴史家のマックス・ガロはイタリア半島を足に例えて、両シチリア王国は壊疽した部分で併合すれば半島全体が不随になるものと呼んだ）。カヴールは、イタリア国民協会のダニエーレ・マニンのイタリア全土統一の構想を「馬鹿げたことだ。あの男はまだ夢から覚めないでいるのか。」と語った。このようにカヴールの領土拡大構想の中に両シチリア王国領は本来含まれていなかったが、ガリバルディ率いる千人隊の遠征によって、カヴールはイタリア全土の統一へ方針転換を迫られることになった。千人隊の遠征はカヴールにとっては悪夢だった。歴史家のアリゴ・ペタッコによれば、カヴールは両シチリア王国を別個の国のままにしておきたいという自分の望みとイタリア統一を両立させるために連邦制度の創設を思い付き、両シチリア王国を統治するフランチェスコ2世と秘密裏に交渉していたといい、千人隊の遠征が始まってからも両シチリア王国を残存させるため色々と手だてを打っていたが、結局それらは結実しなかったという。
ガリバルディは、カヴールが彼の故郷のニースをフランスに割譲したことに激怒した。また共和主義者だったが祖国のサルデーニャ王室（サヴォイア家）に崇敬の念を持っていたガリバルディは、カヴールが王女クロティルデを政争の具に利用したことにも嫌悪感を示した。ロザリオ・ロメーオはガリバルディを「君主制的人民主義者」と呼んでいる。ガリバルディは、カヴールのやり方とは異なる方法で、イタリア統一のための行動を開始した。このころ両シチリア王国では約7000人のスイス傭兵が全て本国に帰還する騒ぎがあった。1859年6月にローマ教皇ピウス9世はペルージャでの反乱の鎮圧のためスイス傭兵を差し向け弾圧した（ペルージャ虐殺）。この事件は自由主義者らからの批判を浴び、スイス人に対する批判や憎悪も生まれた。事態を重く見たスイス政府は自国民が外国の傭兵になることを禁止した。傭兵であるにも関わらず両シチリア王国の君主に対する篤い忠誠心に感心して、ナポリに駐在していたあるイギリス大使は「この国で頼りになる兵隊はスイス兵だけだ」と言ったが、彼らの帰国で両シチリア王国の国防力は大きく低下した。
ガリバルディは両シチリア王国を私兵で征服すると宣言し、義勇兵の募集と遠征費の募金を募った。ガリバルディの遠征は、シチリアの共和主義者（後に君主制容認派に転向）のフランチェスコ・クリスピによる遠征の要請に応えたものだった。ガリバルディは南米での活躍で既に英雄の名声を勝ち得ていた。そのためガリバルディの活動を政府が抑えこめば、イタリアの統一を望む民族主義者らの不満が政府に集中するのは明白だったので、カヴールはガリバルディの活動を黙認した。またサヴォワとニースの割譲でカヴール政権を批判する声がありカヴールは弱い立場にあった。治安当局がガリバルディ派の武器庫の一つを発見して差し押さえると、カヴールはガリバルディ派が不当に所持していたそれらの武器の押収に躊躇し、友人で閣僚のルイージ・ファリーニにその役割を担わせようとした。ファリーニは「高度に政治的な問題であるので首相名義で決定すべき」だとして拒否したので、カヴールは「内閣の閣議」に基づいて押収することにした。
ガリバルディのシチリア遠征の説明の前にシチリアの内情を先に述べる。シチリアはナポリに王宮を置く両シチリア王国が支配していたが、シチリア人にしてみればナポリ政府（ブルボン朝）は外来の存在でありナポリ政府からの独立を望んでいた。1848年革命でシチリアは独立を宣言してシチリア王国が成立したが、翌年に滅ぼされた。リソルジメントの帰結としてイタリアが統一されるにしても、シチリアを独立国として連邦制の形で統合されることをシチリアの民族主義者らは望んだ。なおシチリアは、両シチリア王国の統治権が十分に及ばない地域だった。シチリアの大地主や農村ブルジョアジーのガベロット（マフィアの母体と言われる）が農民に対する強大な権限（生殺与奪の権）を持ち、法に依らない私刑（殺人・恐喝など）を公然と行っていた。ブルボン朝はシチリア住民の反乱を恐れて、南イタリアで導入した徴兵制をシチリアでは導入しなかった。
1860年5月6日にガリバルディが指揮する義勇兵「千人隊」は、ジェノヴァのクワルトで二隻の船に分かれて乗り出港した。千人隊の初めの目標はシチリア島の征服だった。千人隊は5月11日にシチリア島のマルサーラに上陸した。ガリバルディは崇敬するヴィットーリオ・エマヌエーレ2世の名において独裁官の地位に就く、と宣言した（ガリバルディ政権）。
5月15日に千人隊は約1800名のブルボン軍と交戦（カラタフィーミの戦い）し、勝利を収めた。ブルボン朝の支配を嫌っていたシチリアの民衆はガリバルディの遠征に呼応し、千人隊に加わるシチリア人もいた。千人隊はシチリア最大の都市パレルモに入城し、パレルモ市民はブルボン軍に対抗するため街じゅうにバリケードを築いた。ブルボン軍は海上の軍艦からパレルモに対して無差別攻撃を行ったが、市民も巻き添えになり、シチリア大衆の支持を失った。パレルモではガリバルディ派を取り締まっていた警察官が惨殺された。両シチリア王国はシチリアを放棄し軍を南イタリアへ引き上げさせた。ガリバルディは、7月にはシチリア島全土を支配下に置いた。シチリアを占領した千人隊の元に北イタリアから6000人以上の義勇兵がはせ参じた。ガリバルディは「千人隊」を「南部軍」に改称した。
カヴールは社会秩序を破壊する思想だとして共和主義を嫌悪していたが、千人隊の遠征で南イタリアに共和制国家が誕生することを嫌った。ガリバルディは「ヴィットーリオ・エマヌエーレ2世の名において」征服活動を行っていたが、民主主義者や共和主義者らを含む千人隊をガリバルディが統制できなくなる事態を警戒し、ガリバルディが征服事業をシチリアで中断することをカヴールは望んだ。カヴールはシチリアをサルデーニャ王国に即時併合するためイタリア国民協会のジュゼッペ・ラ・ファリーナをシチリアに送り込んだが、ガリバルディは、征服の完了までは併合に応じられないとしてラ・ファリーナをシチリアから放逐した。ガリバルディは、両シチリア王国・ローマ教皇領・ヴェネツィアを征服してサルデーニャ王に献上し、イタリア統一を達成させると宣言した。
先に述べたようにカヴールは両シチリア王国を併合することを望んでいなかったが、ガリバルディらからイタリア統一の主導権を奪還するためにイタリア全土の統一に方針を転換した。カヴールはガリバルディが指揮する南部軍が両シチリア王国を完全征服する前に、両シチリア王国に親サルデーニャ的政権を樹立する謀略を企て、両シチリア王国内でクーデターを起こさせようと試みたが失敗した。南イタリアにはクーデターの担い手になれるような組織化された自由主義勢力がそもそも存在しなかった。
ガリバルディの征服に直面した両シチリア王国では、上級官吏・上級武官らが相次いで寝返るなか、気弱な国王フランチェスコ2世に代わって、気丈な王妃マリア・ソフィアが差配した。

#### ガリバルディの誤算と南イタリア人の抵抗

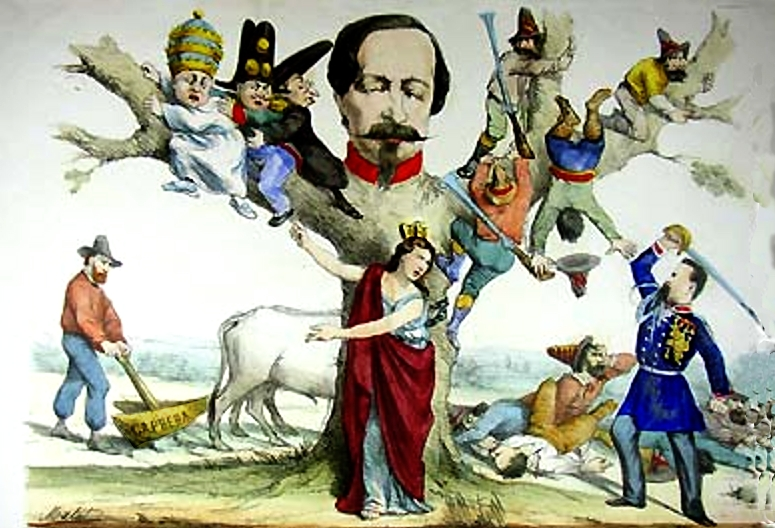
当時の戯画。ローマ教皇・両シチリア王・ブリガンテらがナポレオン３世の庇護を求めている。フランスの存在がイタリア統一の足枷になっていることを風刺している。

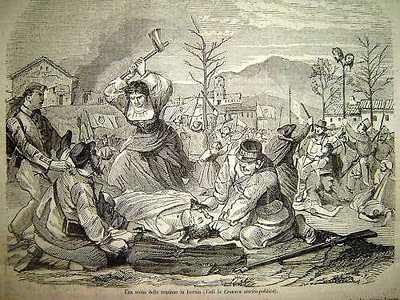
当時の戯画。イタリア統一を主張する自由主義者らを虐殺するイゼルニアの住民。

ガリバルディは、イタリア統一のためには兵力が不足しているとして、シチリアで徴兵制の導入を宣言した。しかしシチリアではこれまで徴兵制は導入されていなかったので、シチリア住民の不満を呼んだ。ガリバルディはシチリアをイタリア統一のための踏み台のように扱いガリバルディ政権を確立しながらシチリアの内政改革に取り組まなかったので、住民の不満を呼び反乱が頻発した。千人隊（南部軍）に加わったシチリア人の主な動機はブルボン朝支配に対する抵抗だったので、ガリバルディがシチリア全土を占領すると千人隊（南部軍）に加わったシチリア人の多くは故郷へ帰っていった。
このころサルデーニャ王ヴィットーリオ・エマヌエーレ2世はガリバルディに宛てて内容の相反する、イタリア本土の征服の中止を求める手紙と、征服を継続することを黙認する（ガリバルディは自由に行動してよいという内容の）手紙の２通を送っている。征服の中止を求める手紙の方は政府見解（カヴールの意向）を代弁したものである。征服を継続することを黙認する手紙の方は1909年まで存在が確認されておらず、エマヌエーレ2世やガリバルディが口外することも日記に書き残すこともなかった。2通の手紙はカヴールの意図を踏まえた謀略だったともいわれるが、征服を継続することを黙認する手紙をエマヌエーレ2世が差し出したことをカヴールは知らなかったという見解も存在する。ガリバルディは遠征を継続する決断を下し、8月18日にシチリアを出港してメッシーナ海峡を渡り、南イタリアに上陸した。
南イタリアはシチリアと同じく保守的な地域だったが、熱心なキリスト教信者や、統治するブルボン朝へ崇敬の念を抱く住民が多いのが特徴だった。そのためガリバルディの征服に対して住民の反乱が頻発した。アブルッツォではガリバルディを支持する自由主義者らが農民によって虐殺された。9月7日にボニートでは2000人以上の農民らがデモ行進を行い、ブルボン家の旗を掲げ「フランチェスコ2世万歳！」「ガリバルディに死を！」と叫んだ。征服に直面したフランチェスコ2世はイタリア全土の自由主義勢力にアピールするため憲法を発布したが、南イタリアの農民らが憲法の破棄を主張し、ヴェナフロではイタリア統一を主張していた勢力が農民らに襲撃され多数の死傷者を出した。サルツァ・イルピーナでもブルボン朝の支持を表明する住民らのデモ行進が行われ、ガリバルディをかたどった人形が焼却された。かつてナポレオン・ボナパルトが指揮するフランス軍が南イタリアを侵略し、衛星国家パルテノペア共和国が樹立されたときも、枢機卿ファブリツィオ・ルッフォが熱心な信徒からなる軍勢を指揮してこれを打倒し、共和主義者らが大量かつ無差別に処刑されていた（1799年に処刑されたナポリの共和主義者のリスト）。
フランチェスコ2世は「ナポリを戦火に晒すのは忍びない」と言ってナポリを戦略的放棄し、残った軍勢を率いてガリバルディが指揮する南部軍との決戦に臨んだ。ガリバルディが指揮する南部軍は9月7日にナポリを無血占領した。ナポリの都市住民からは、ガリバルディは歓待を受けた。ナポリにはイタリア統一を望むマッツィーニら北イタリアの共和主義者や民主主義者らが多く集まっていた。

#### サルデーニャ軍の介入

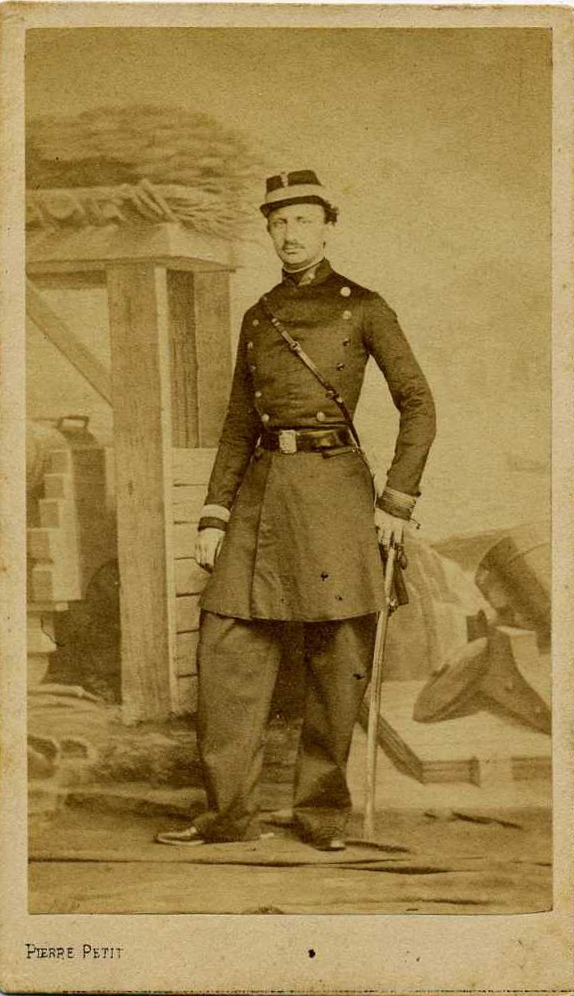
軍服に身を包んだフランチェスコ2世

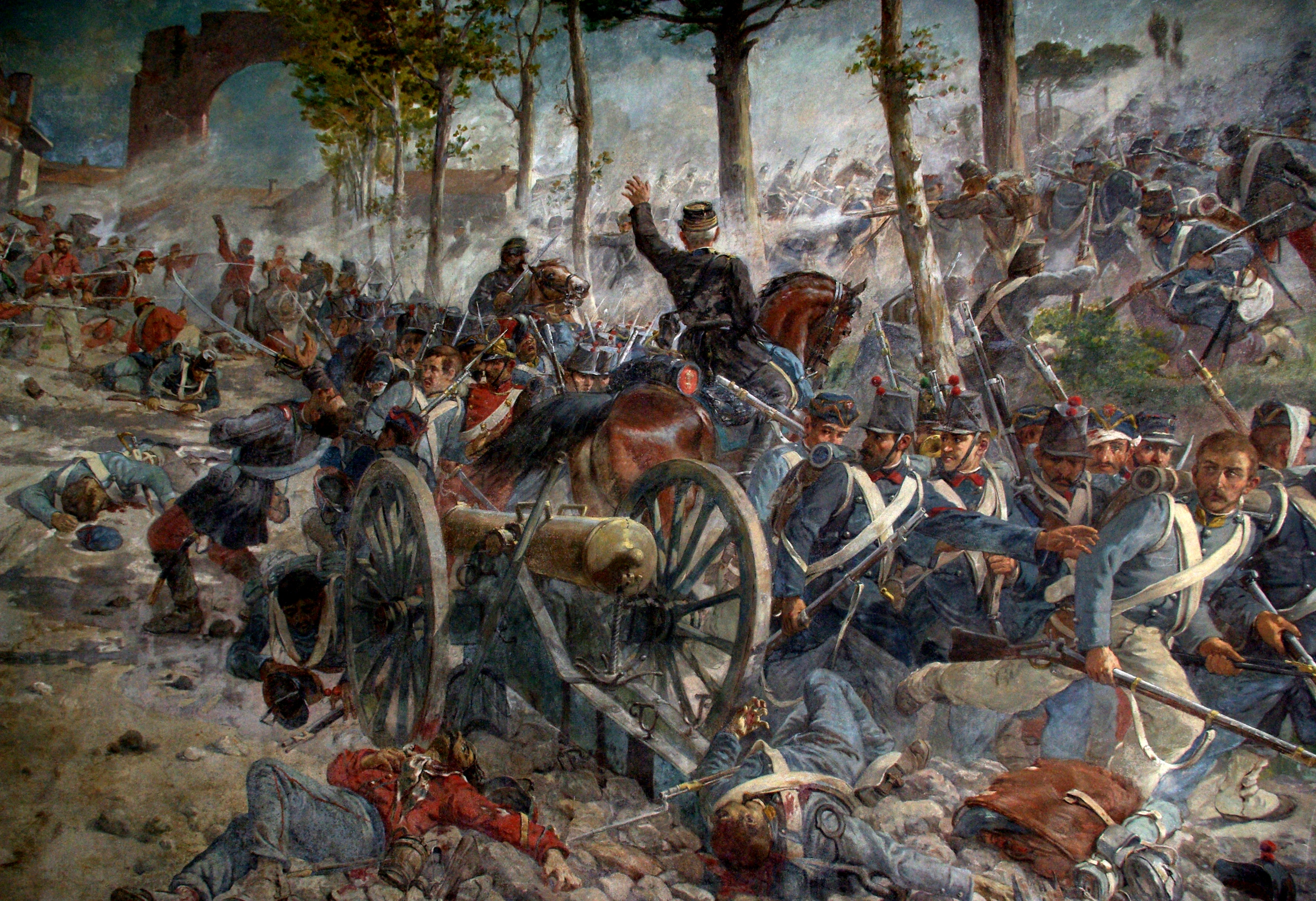
ヴォルトゥルノの戦いで南部軍と交戦するブルボン軍

南部軍が両シチリア王国全土を占領したのちローマへ侵攻すれば、ローマに駐屯するフランス軍との交戦が予想された。フランスとサルデーニャ王国の関係悪化を恐れたカヴールは直ちにガリバルディの征服事業を中断させる必要があると考え、サルデーニャ軍を南イタリアへ派兵する決断を下した。イタリア中部にあるローマ教皇領は、西はティレニア海から東はアドリア海に至る領土で、サルデーニャ王国と両シチリア王国はローマ教皇領を挟んで対峙し国境を接していなかった。そのためサルデーニャ軍は教皇領の東半分に当たるマルケとウンブリアを9月11日に通過（実質的には占領）した。教皇領のサルデーニャ軍の通行許可はナポレオン３世の事前承諾も得ていた。カヴールはナポレオン３世の元にルイージ・ファリーニを派遣して派兵を望む経緯を説明させたところ、ナポレオン３世は微笑を浮かべながら「やりたまえ。大急ぎでやりたまえ。」と答えたという。ナポレオン３世が外務大臣に宛てた書簡には「ファリーニは極めて率直に経緯を説明してくれた。カヴールとファリーニの意図はこうだ。リソルジメント運動を掌握すること、（ガリバルディの進軍を抑えて）聖ペテロの遺産（教皇領）を教皇に保全すること、ヴェネツィアへのいかなる攻撃も妨げることだ。」とある。
サルデーニャ軍の介入を嫌ったガリバルディは、国王エマヌエーレ2世にカヴールとその閣僚の更迭を書簡で要求した。しかしこの提案は拒絶された。カヴールが国王を傀儡のように操っていると考えたガリバルディは「イタリアの一部を売り渡し、民族的尊厳を損なう原因を作ったカヴールと和解することは絶対にない」と書簡で返事をした。なお国王エマヌエーレ2世当人は、内心ではガリバルディの英雄譚と忠臣ぶりに感心し、首相をカヴールからガリバルディに替えることを本気で考えていたという。
1860年10月1日に勃発したヴォルトゥルノの戦いでブルボン軍（両シチリア王国軍）と南部軍が交戦した。ブルボン軍は南部軍に大幅な打撃を与えたが、ブルボン軍も損害を受けた。フランチェスコ2世は翌日に南部軍と再戦することを躊躇し、南部軍を壊滅させる好機を逃した。ブルボン軍の青年将校らはフランチェスコ2世が再戦の決断を下せなかったことを悔しがっていたという。10月3日にヴィットーリオ・エマヌエーレ2世が指揮するサルデーニャ軍が南イタリアに到着した。中立の教皇領を侵犯して突如現れたサルデーニャ軍に背後を突かれ挟撃される形になったブルボン軍は最後の望みに賭けてガエータ要塞に籠城した。
ブルボン軍との交戦で南部軍は大きな打撃を受けたが、ブルボン朝への崇敬の念が篤い南イタリア住民は新たに義勇軍に加わろうとしなかったので新兵の補填は困難だった。ガリバルディはサルデーニャ軍に主導権を譲らざるを得なくなった。カヴールはガリバルディやナポリに集まっていた共和主義者らにイタリア統一運動の主導権を握られることを嫌い、何とか主導権を奪還しようと手を尽くしていたがそれが功を奏した。カヴールは「まずナポリの秩序を回復し、続いてフランチェスコ2世を降伏させる。順序が逆であってはならない。」と語ったが、両シチリア王国征服の手柄を彼らに与えてはならないと考えていた。
カヴールは、南イタリア・シチリア（両シチリア王国の領土）のサルデーニャ王国の併合の是非を問う住民投票を10月21日に実施すると布告した。カヴールは議会で住民投票の目的を「専制主義や、クロムウェルの独裁的な手中にも陥らせないため」だと述べた。カヴールはガリバルディの統治を、イギリスの独裁者クロムウェルになぞらえて批判した。カヴールの住民投票の布告を受けて、ガリバルディはどのようにカヴールに対抗したらよいかわからず右往左往していた。あるイギリス人義勇兵は「ガリバルディは戦場では第一級の戦士だが、政治に関しては子どもだ」と評した。
実施された住民投票の内容は「人民は、ヴィットーリオ・エマヌエーレとその正統な後継者による不可分なイタリアを欲するか否か」に賛否を表明するという形式だった。住民投票の結果は併合賛成票が圧倒的多数だったとサルデーニャ王国は発表し、南イタリア・シチリアはサルデーニャ王国に併合された。有効投票数の99％が併合への賛成票だったと発表されたが不正選挙だったと考えられており、この住民投票は無記名投票だったので大規模な不正が可能だった。小説『山猫』では反対票が１票もなかったとされた地区で、登場人物が「自分は反対票を投じたはずだ」と抗議するシーンがある。

#### テアーノの会見とイタリア王国の成立
1860年10月26日の朝に国王エマヌエーレ2世とガリバルディはテアーノで会見した。双方とも騎乗したまま握手を交わした。

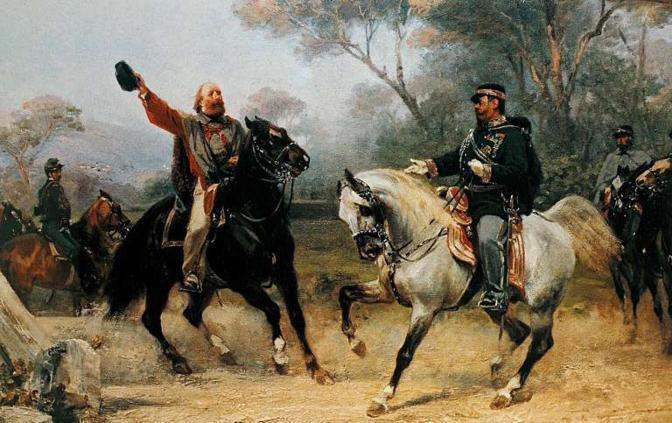
テアーノの会見

テアーノの会見は、ガリバルディが国王に征服した領土を進んで献上したという美談として語られている。しかし実際の会見は冷淡なもので、国王はガリバルディに国軍に従うよう手短に命じただけであり、サルデーニャ軍の将校たちは民間の一義勇軍に過ぎないとしてガリバルディを見下していた。ガリバルディが国王に征服した領土を「献上」したのは、ただ住民投票の結果に従っただけに過ぎず、ガリバルディの本意ではなかった。ガリバルディは旧両シチリア王国領の統治権を1年間認めてくれるよう懇願したが、拒絶された。このことはカヴールの政治的勝利とガリバルディの政治的敗北を意味した。ガリバルディはサルデーニャ海軍のカルロ・ペルサーノ提督に「奴（カヴール）は人間をまるでオレンジのように扱う。最後の一滴まで汁を搾り取り、残りかすは隅に投げ捨てるという訳だ。」と語った。
ブルボン軍はガエータ要塞に籠城し抗戦を続けていたが、1861年2月13日にフランチェスコ2世国王夫妻はサルデーニャ軍に降伏した。フランチェスコ2世国王夫妻はローマ教皇領へ退去した。
両シチリア王国の併合が事実上完了したので、ガリバルディ率いる南部軍の処遇が問題になった。南部軍をサルデーニャ正規軍に編入するようガリバルディはカヴールに求めたが、南部軍には過激な共和主義者や民族主義者が多く含まれていたので、彼らが国軍内に入り込むことを嫌い、カヴールは正規軍への編入を拒絶した。1861年1月16日に南部軍は解散が宣言された。南部軍の解散式に国王エマヌエーレ2世は出席すると言っていたが、結局国王は解散式に出席しなかった。　

1861年段階のイタリア

1861年3月14日にヴィットーリオ・エマヌエーレ2世は「神の御加護と人民の意志によるイタリア国王」に就くと宣誓し、3月17日に公布され イタリア王国が成立した。未だ不完全ではあったがローマ帝国やランゴバルド王国の衰亡以来約1300年ぶりにイタリア半島全域を統治する国が再興された。
南イタリアではブリガンテ（「山賊」「匪賊」と訳される）が活動を活発化させた（→イタリア統一運動#ブリガンテの取り締まり参照）。山賊はブルボン朝支配時代から南イタリアに存在していたが、ガリバルディによる両シチリア王国への遠征が開始されると、ブリガンテは南イタリアで活動を活発化させた。フランチェスコ2世国王夫妻がブリガンテに協力を求めたことで、ブリガンテは「ブルボン朝の守護・再興」という錦の御旗を得て、それを旗印に掲げ山賊行為（略奪・放火・誘拐・その他テロ活動など）を行った。ブリガンテを巡る歴史認識はイタリアで様々な論争があり、リソルジメント修正主義に立脚する歴史家はブリガンテを北部の侵略に対する抵抗運動だとみなし、それに懐疑的・批判的な歴史家はリソルジメント修正主義を、イタリア統一を否定する非愛国的な歴史観だと捉えている。また南部出身の歴史家の一部やリソルジメント修正主義に立脚する歴史家は、千人隊の遠征を北イタリアによる不当な侵略だと捉え、サルデーニャ軍の南部侵攻を「宣戦布告すらない騙し討ちだった（中立のはずの教皇領を侵犯したため）」と捉えている。

#### カヴールとの議会での対決

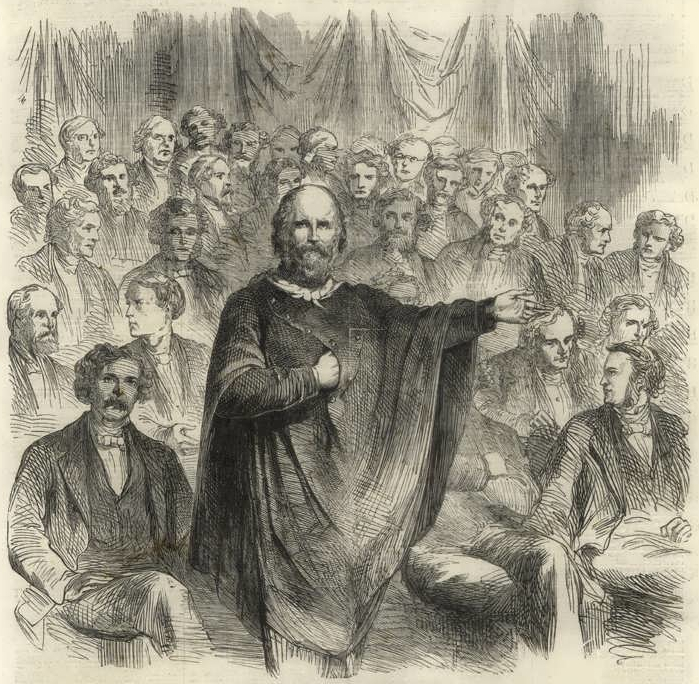
下院で演説するガリバルディ

イタリア王国の下院議員に選出されたガリバルディは、1861年4月18日にトレードマークの赤シャツ姿（目撃した議員の日記によれば、赤シャツの上にメキシコのポンチョのような灰色のものを纏っていた）で下院に登壇した。傍聴席にはガリバルディを支持する多くの民衆が押しかけ、トリノの上級階級の女性たちも傍聴した。ガリバルディが議場に入ると傍聴席からは拍手喝采が贈られたが、カヴールを支持する多数派の議員らは冷ややかな態度だった。ガリバルディは一番後列の席に着席した。ベッティーノ・リカーゾリがカヴール内閣に、解散が宣言された南部軍についての質疑を投げかけ、陸相のマンフレド・ファンティが今後の（完全な解散に至るまでの）道筋を説明した。これを受けてガリバルディは自分が演説する許可を求めた。
ガリバルディは演説でカヴールを強く非難した。まずカヴールが自分の生まれ故郷のニースをフランスに割譲したことで自分は外国人になってしまったと言い、南部軍の解散でブリガンテ（→イタリア統一運動#ブリガンテの取り締まり参照）の活動が活発化したことについて「政府は同族殺しを望んでいるのだ」と主張した。ガリバルディの演説はカヴールへの侮辱的表現を含む感情的かつ過激なもので、手を振り上げたりカヴールを指さしたりするなど身振り手振りも交えたものだった。カヴールは頬杖をつきながらガリバルディの演説を聞いていたが我慢の限界に達し、席から立ち上がりガリバルディに発言の取り消しを要求した。カヴールを支持する議員らから「奴を懲罰にかけろ！」というヤジが飛びかった。
議場はにわかに騒がしくなり、ガリバルディを支持する議員らが大臣席を取り囲んだ。そのうち一人の議員がカヴールに殴りかかろうとして、カヴールを支持する議員らに取り押さえられた。カヴールはこの議員に激烈な言葉で応酬した。議場各所で小競り合いが起き怒号が飛び交った。傍聴席にいた女性たちは身の危険を感じて退室した。カヴールを支持する議員らは議長ウルバーノ・ラッタッツィの元に行き閉会を要求したが、ラッタッツィも身の危険を感じて避難した。ラッタッツィには「裏切者！」というヤジが浴びせられた。議長のラッタッツィは15分間の休会を宣言した。
審議の再開後に議長ラッタッツィは、表現を控えめにするようガリバルディに求めた。カヴールを支持する議員らから「何故、奴の懲罰や発言の撤回を求めないんだ！」という激しいヤジが浴びせられたが、ラッタッツィは無視した。ガリバルディが演説再開のため席から立ちあがると、傍聴人らはガリバルディに万雷の拍手を送った。カヴールを支持する議員らはこぞって「傍聴人を追い出せ！」とのヤジを傍聴席に飛ばした。しかたなく議長ラッタッツィはベルを鳴らして「審議妨害と見なされる行為を行った人物は、強制的に傍聴席から退席させられることになります」と傍聴人に注意を促した。ガリバルディは演説を再開し、正義と治安を維持するためにかつての南部軍のような義勇兵組織が必要だと主張して演説を終えた。
カヴールにはガリバルディが統一政府に軍事的な戦いを挑もうとしているようにしか思えず、ガリバルディの提案を「ほとんど宣戦布告に等しいものだ」といって直ちに却下した。カヴールら統一政府のメンバーは、そのような半独立的な軍事組織を国内に創設し、それが革命派に牛耳られ、イタリアで革命が起きることを恐れた。ガリバルディに侮辱的な言葉を浴びせられたカヴールだったが、この日の審議での言動は自制が取れており、感情に身を任せることはなかったという。
国王の仲介で数日後にカヴールとガリバルディの会談の場が設けられた。お互いに表面的には紳士的対応だったが握手すらしない険悪な雰囲気で何の妥協点も見いだせなかった。結局ガリバルディの創設した義勇兵組織は完全に解体され、類似のものが再建されることもなかったが、過激主義者を多く含む義勇兵らを野に放つ最終決定もまた危険な選択だったので、カヴールの悩みの種は尽きなかった。自分の主張が受け入れられなかったガリバルディは、失意のうちにカプレーラ島に戻った。
ガリバルディと激しく対立した約1か月半後にカヴールは急死した。カヴール支持者らはガリバルディの口撃がカヴールの死を招いたと責任を追及した。しかしガリバルディは沈黙に徹し、カヴールの死に哀悼の意を表明することはなかった。これらの一件で、ガリバルディは軍事の天才だが政治的手腕は持ち合わせていないと当時のイタリアの政治家らは考えた。ガリバルディとマッツィーニ主義者（共和主義者）らとの繋がりを疑う保守派議員らは、今は「国王陛下万歳」と都合の良いことを言っているが、ガリバルディの単純な性格ゆえにマッツィーニ主義者らに気付かないうちに利用されるか、彼らに完全に籠絡されて「共和国万歳」とでもそのうち叫ぶのだろうと考えていた（いわゆる「役に立つ馬鹿理論」 実際に共和主義者や民主主義者らはガリバルディを上手く利用しようと色々画策していた）。ガリバルディはその後も議会外で活動を続けたが、かつてガリバルディに千人隊の遠征を要請したフランチェスコ・クリスピはガリバルディの政治的思慮の乏しさを危険視し「ガリバルディは偉大な兵士だが、結局それ以外の何ものでもない」と述べ、ガリバルディと距離を置くようになった。

### 統一後の戦い

#### ローマ問題

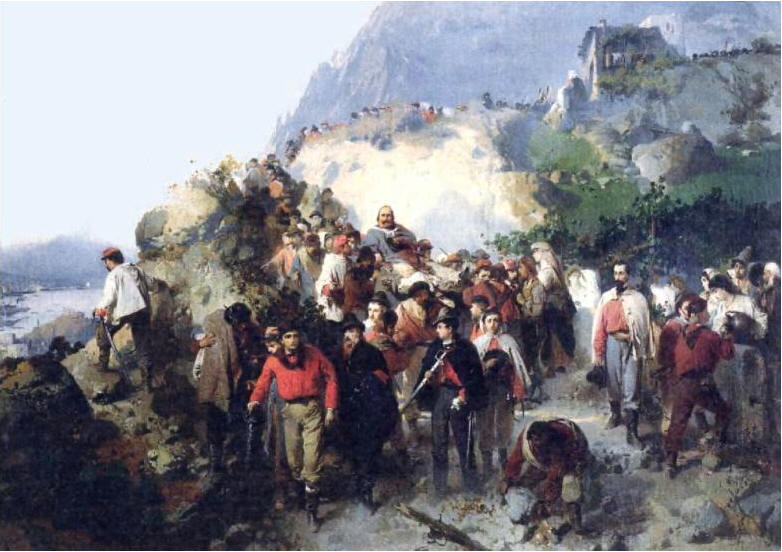
アスプロモンテに佇むガリバルディと兵士達

ガリバルディは教皇領の征服を望んだが、世界中のカトリック教徒から不審の目で見られており、ナポレオン3世もフランス軍をローマに駐留させることによって、教皇領のイタリアからの独立を保証していた。1862年6月、ガリバルディはジェノヴァを出航し、教皇領奪回のための義勇兵を求めてパッラヴィチーノが県知事を務めるパレルモに上陸した。熱狂的にイタリアの完全統一を望む者たちはすぐに彼の義勇軍に加わり、イタリア本土に向かうべくメッシーナへと向かった。到着したときには彼は2000の兵を率いていたが、駐留軍は王の指示を忠実に守って彼らの通過を禁止した。そのため彼らは南に転進し、カターニアから出航した。ガリバルディはここで「勝者としてローマに入城するか、あるいはその壁の前に倒れるかのどちらかだ」と宣言したという。
8月14日にはメーリトに上陸し、一時カラブリアの山々を占領した（アスプロモンテの戦い）。イタリア政府のウルバーノ・ラッタッツィ首相は、この行動を支援することはもとより承認さえもしなかった。チャルディーニ将軍は義勇軍に対し、パッラヴィチーニ大佐の師団を派遣し、両軍は8月28日に対峙した。王国軍の1人が発砲し、立て続けに一斉射撃が義勇軍を襲った。ガリバルディが義勇兵たちに反撃を禁止したことから戦闘はすぐに終結し、負傷したガリバルディを含む多くの義勇兵が捕虜となった。
政府の汽船で連行されたガリバルディは、名誉ある囚人として収監され、退屈と傷を治すための手術を強要された。彼の軍事行動は失敗に終わった。

#### 欧米各国での活動

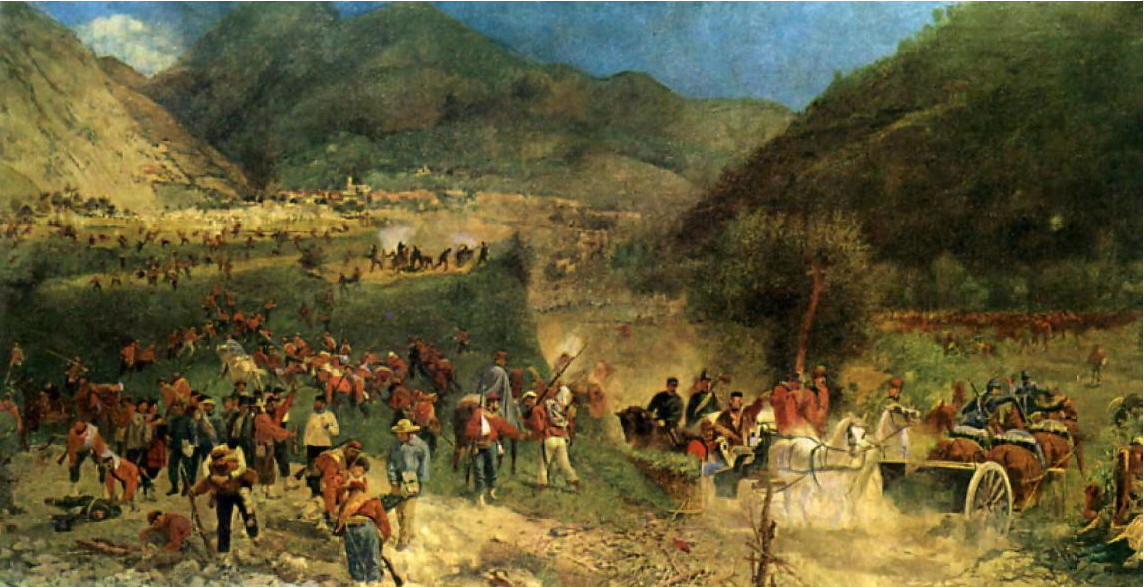
ベッツェッカの戦い

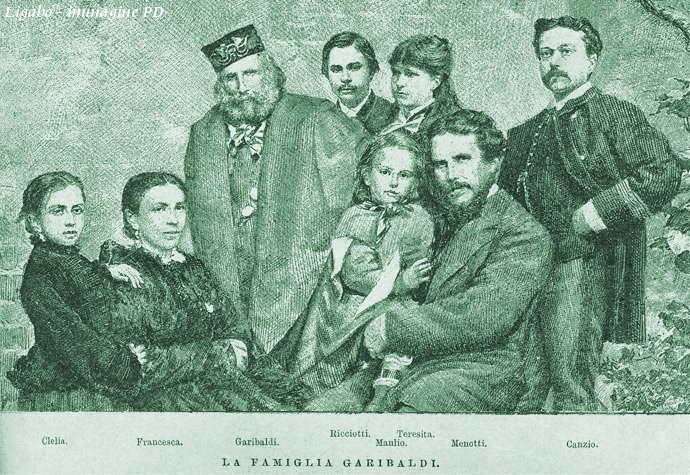
ガリバルディ一族

南北戦争勃発に際し、ガリバルディはアメリカ大統領エイブラハム・リンカーンより、自由主義を奉じる北軍の司令官に加わるよう依頼された。ガリバルディは「奴隷の即時解放」を条件に了承したが、開戦初期の時点では農業問題から北部もまた奴隷解放には慎重な姿勢を取っており、リンカーンはガリバルディへの司令官打診を断念した。1864年、かつて立ち寄ったイギリスを再訪し、ロンドンで再び民衆からの歓迎を受けた。次いでイギリスの宰相パーマストン卿ヘンリー・ジョン・テンプルと会談した際、バルカン半島諸国で独立運動を展開する運動家たちを紹介され、彼らを激励すると共に支援を行うための組織結成を模索した。かつての同志マッツィーニの青年ヨーロッパにも通ずる動きだったが、実現までには至らなかった。
1866年、ガリバルディはまたも立ち上がった。ただしこのときはイタリア政府の全面的な支援があった。普墺戦争が勃発し、オーストリアからヴェネツィアを奪回すべくイタリアもプロイセンの同盟国として参戦したからである（第三次イタリア独立戦争）。ガリバルディは再び“アルプス猟兵隊”を招集する（このときは40000人もの大軍だった）。猟兵隊を引き連れチロルへと進軍したガリバルディは、ベッツェッカの戦いにおいてオーストリア軍を撃破し、トレント近郊に迫った。しかし更なる進撃を準備してオーストリア軍の城砦を占拠している時、王国正規軍はクストーザの戦いとリッサ海戦に敗れ、戦線建て直しのために後退するように命じられた。ガリバルディは一言「Obbedisco」（従う）とだけ電文を返して、軍を引き返したという。戦争は北部戦線におけるプロイセン軍の攻勢によって終了し、戦勝国としてヴェネツィア回収に成功した。
1870年、普仏戦争が勃発するとフランス軍はローマから撤退した。これに乗じたイタリア軍はローマを中心とした教皇領の奪回に成功し、ここにイタリアの統一は完成する。これに先駆ける形でガリバルディはローマ教皇位の廃止を含めて、領土を私物化するカトリック教会に辛辣な批判をジュネーヴで行っている。
また普仏戦争中、フランス第二帝政が崩壊したことをきっかけに、ガリバルディは新たに成立したフランス第三共和制を自由主義の観点から支援し、プロイセン軍に対するイタリア人義勇兵を率いて戦った。イタリア国民の多くと同じく、長年の反仏感情を持つガリバルディは民衆に「私は今までナポレオンの軍を倒せと言ってきたが、今はこう言うべきだろう。フランスの自由を救おう」と演説した。ガリバルディの声の元にイタリア各地から義勇兵が集まり、更にアメリカ、スペイン、イギリス、ポーランドからも義勇兵がガリバルディの元に集った。彼らは両軍から「ヴォージュ軍」と呼ばれ、プロイセン軍を寡兵にて破って精強な外人部隊と評価された。ヴォージュ軍は苦戦を強いられながらも奮戦した。この縁から、後にフランス外人部隊にガリバルディ家の末裔が指揮するイタリア人義勇兵旅団「ガリバルディ」が結成され、第一次世界大戦で戦果を挙げている。

### 余生
ガリバルディは晩年をカプレーラ島にて過ごした。病の悪化に苦しめられながらも、カラブリアやシチリア島を旅行するなど生粋の旅人としての気質も残っていた。1882年6月2日、カプレーラ島の別荘で、75歳のガリバルディは一族に見守られながら亡くなった。彼は臨終の際、ベッドをエメラルド色とサファイア色の海の見える場所へと移すように頼んだという。
遺言で質素な家族葬を行うように言い残したが、国葬の上でカプレーラ島に埋葬された。

## 評価
ガリバルディは軍事の天才だが政治的手腕や政治的思慮には疑問符が付されることが多い。政治家のフランチェスコ・クリスピはガリバルディの政治的思慮の乏しさを危険視し「ガリバルディは偉大な兵士だが、結局それ以外の何ものでもない」と評した。歴史家のルチアーノ・カファーニャは「ガリバルディがイタリアや欧州で絶大な名声を博していたとしても、千人隊の偉業は宰相カミッロ・カヴールがいなければ成し得なかったであろう」と論じた。　
イタリアでは国民的英雄として人気がある。イタリアの町ではガリバルディの銅像や彼の名を冠した「ガリバルディ通り」、「ガリバルディ広場」などが数多く見受けられる。また、小惑星(4317) Garibaldiはガリバルディの名前にちなんで命名された。
ガリバルディの銅像がある街
- ローマ
- パドヴァ
- ジェノヴァ
- ナポリ
- パルマ
- ボローニャ
- ニース（現在はフランス領、ガリバルディの出身地）

ガリバルディ通りのある街
- ミラノ
- ジェノヴァ
- トリノ
- パルマ
- ヴェネツィア

ガリバルディ広場のある街
- ナポリ
- パルマ
- ニース

## 関連項目

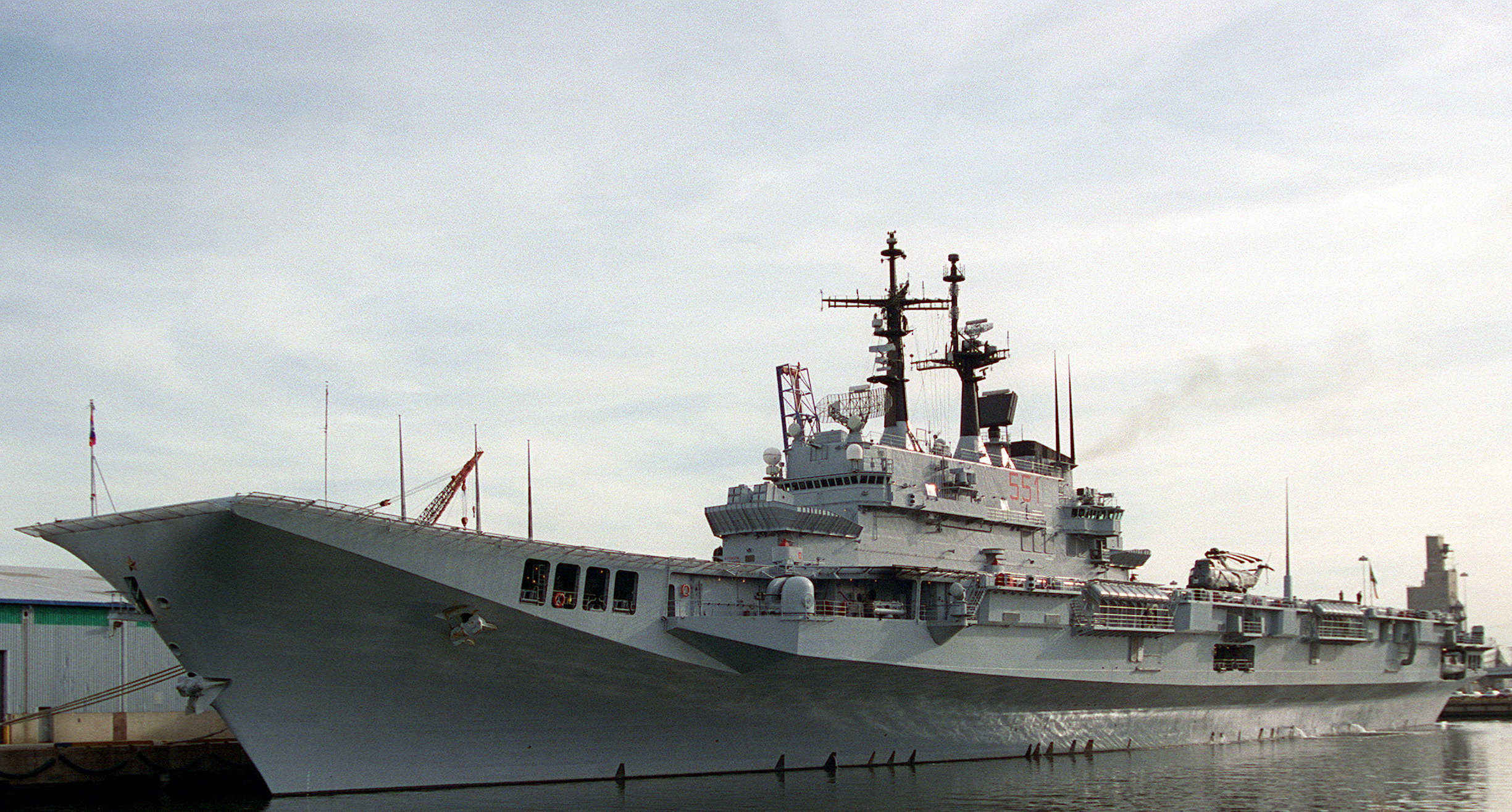
空母ジュゼッペ・ガリバルディ